# مستصفرة شفانية
مستصفرة شفانية (الاسم العلمي: Xanthomonas translucens) هي نوع من البكتيريا يتبع جنس المستصفرة من الفصيلة المستصفرية.